# Acido palmitoleico
L'acido palmitoleico è un composto chimico di formula {\displaystyle {\ce {C16H30O2}}} che in condizioni standard si presenta in fase liquida.

## Caratteristiche strutturali e fisiche
L'acio palmitoleico è un acido grasso omega 7 (ω7) monoinsaturo a 16 atomi di carbonio che presenta un doppia legame in posizione 9 e una configurazione cis.
| N. di atomi pesanti                  | 18                               |
| N. di donatori di legami a idrogeno  | 1                                |
| N. di accettori di legami a idrogeno | 2                                |
| N. di legami ruotabili               | 13                               |
| N. di legami stereogenici            | 1                                |
| Massa monoisotopica                  | 254.224580195 Da                 |
| Superficie polare                    | 37.3 Å²                          |
| Sezione d'urto                       | 167,3 Å² [M-H]- 171,5 Å² [M+Na]+ |

## Abbondanza e disponibilità
È un metabolita prodotto da E.coli e da S. cerevisiae. In natura si trova nei grassi animali e vegetali (es. sesamo), inclusi funghi e alghe. Le specie vegetali che producono la sostanza appartengono a diverse famiglie, tra cui:
- Amaranthaceae
- Arecaceae[12]
- Asparagaceae[13]
- Asteraceae
- Boraginaceae
- Caricaceae[14]
- Elaeagnaceae[15]
- Fabaceae[16]
- Hypericaceae[17][18]
- Onagraceae
- Poaceae
- Polypodiaceae[19]
- Portulacaceae[20]
- Primulaceae
- Ranunculaceae
- Rosaceae
- Salicaceae
- Scrophulariaceae

## Reattività e caratteristiche chimiche

### Derivati
- Acido sapienico
- Acido ipogeico
- Acido asclepico
- Acido vaccenico

### Spettri analitici
- 1H NMR[21]
- 13C NMR[22]
- GC-MS[21]
- MS-MS[21]
- LC-MS[23]
- FTIR[24]
- ATR-IR[25]
- IR in fase di vapore[26]
- Raman[27]

| Standard apolare      | 1929, 1930, 1931, 1933, 1936, 1939, 1942, 1945, 1947, 1957 |
| Semi standard apolare | 1936, 1940, 1941, 1944, 1949.4, 1952, 1953, 1957.1, 1958   |
| Standard polare       | 2960, 2944, 2904, 2908                                     |

## Biochimica
Nel corpo il composto è presente: nel tessuto adiposo, nella placenta, nella prostata e nei muscoli scheletrici. A livello cellulare è presente nella membrana e nel fluido extracellulare. L'acido palmitoleico è un fattore capace di convertire la calcio ATPasi in ATPasi fosfolipide-traslocante. Numerosi effetti benefici sono stati attribuiti all'acido palmitoleico, sia nei modelli murini sia nelle linee cellulari. Tuttavia, il suo ruolo negli esseri umani non è ancora pienamente compreso e talvolta risulta controverso.
L'acido palmitoleico ha diversi effetti, che si manifestano in modi specifici in varie parti del corpo. Questo potrebbe significare che diversi isomeri dell'acido lavorano insieme o influenzano le stesse aree in modo combinato. Questo isomero sembra avere azioni biologiche uniche nella modulazione delle risposte metaboliche, il che ha portato al concetto che possa funzionare come un ormone lipidico capace di coordinare le risposte metaboliche tra i tessuti.

### Biosintesi
Il composto viene sintetizzato nel reticolo endoplasmatico a patire dall'acido palmitico grazie all'azione della stearoil-CoA 1-desaturasi e della desaturasi degli acidi grassi 2. Negli esseri umani, la biosintesi del composto avviene principalmente nel fegato e, in misura minore, nel tessuto adiposo. Successivamente, viene incorporato nei fosfolipidi, nei trigliceridi e negli colesteril esteri. La sua successiva elongazione dà origine all'acido cis-vaccenico (18:1n-7).

## Farmacologia e tossicologia

### Effetti del composto e usi clinici

#### Sindrome metabolica
La prima prova di un ruolo specifico dell'acido palmitoleico nella sindrome metabolica è stata fornita nel 2008. Lo studio di Cao ha dimostrato che il rilascio di questo acido grasso dal tessuto adiposo contribuisce a sopprimere la steatosi epatica e a migliorare la segnalazione dell'insulina nei muscoli. Complessivamente, lo studio suggerisce che il composto esercita effetti anti-infiammatori nel tessuto adiposo dei topi, aiutando a mitigare l'impatto dell'obesità.
In particolare, a differenza dell'acido palmitico, ha ridotto l'espressione delle citochine negli adipociti, ma non nelle cellule vascolari stromali, indicando che gli adipociti sono il principale bersaglio di questo acido grasso. Gli studi condotti su topi sottoposti ad una dieta ricca digrassi hanno rivelato che la somministrazione di acido palmitoleico migliora la sensibilità all'insulina a livello dell'intero organismo e favorisce l'assorbimento del glucosio nel tessuto adiposo attraverso la regolazione della fosforilazione di GLUT-4 e AMPK.
Il composto ha aumentato la lipolisi e migliorato i livelli di espressione di AtgI e HsI negli adipociti tramite un meccanismo che richiede un PPAR-α funzionale. Ulteriori studi hanno indicato che il trattamento con l'acido palmitoleico aumenta con il consumo di ossigeno, l'ossidazione degli acidi grassi e il contenuto di ATP negli adipociti bianchi.
Inoltre è stato osservato che il composto previene l'aumento dei fattori di trascrizione CEBPα e PPRA-γ negli adipociti inguinali sottcutanei. L'acido palmitoleico ha parzialmente invertito i livelli di espressione dei principali geni metabolici bersaglio di questi fattori di trascrizione, coinvolti nell'assorbimento di glucosio e acidi grassi (LpI, Fabp4 e GLUT-4), nella lipogenesi (Fasn, Acc1, Lpin, Dgat1 e Dgat2) e nella lipolisi (AtgI e HsI).
Dati simili sono riportati in uno studio in cui i topi sono stati alimentati con noci di macadamia e una dieta ad alto contenuto di grassi. Nel complesso, gli studi suggeriscono che gli effetti dell'acido palmitoleico nell'obesità derivano, almeno in parte dalla prevenzione dell'espressione genica negli adipociti.

#### Malattie cardiovascolari e aterosclerosi
Attualmente, gli studi che analizzano gli effetti dell'acido palmitoleico sulle malattie cardiovascolari rimangono inconcludenti. Gli studi che hanno utilizzato diete arricchite con olio di macadamia hanno mostrato una diminuzione del colesterolo totale nel plasma, del colesterolo LDL e del peso corporeo, un aumento dei livelli di colesterolo HDL e nessuna variazione nei livelli di trigliceridi.
Sono state riportate associazioni positive tra i livelli di acido palmitoleico nella membrana dei globuli rossi e il rischio di malattia coronarica in un altro studio. Tuttavia, in questo caso, i livelli dell'acido vaccenico nei globuli rossi erano inversamente correlati con il rischio di malattia. È stato dimostrato che l'acido palmitoleico riduce l'espressione superficiale delle molecole di adesione e l'induzione di geni proinfiammatori nelle cellule endoteliali stimolate con TNFα. Questi effetti sono stati associati all'inibizione dell'espressione di PPARα da parte dell'acido grasso.
La somministrazione esogena di acido palmitoleico a modelli animali o colture cellulari ha dimostrato che possiede un marcato carattere anti-infiammatorio, essendo in grado di contrastare gli effetti di diversi agonisti pro-infiammatori, come il lipopolisaccaride batterico e le particelle di zimosano derivanti dallo lievito.
Gli studi condotti su topi ApoE−/− e LDLR−/− hanno indicato che la supplementazione della dieta con acido palmitoleico aiuta a ridurre le lesioni aterosclerotiche. Questi dati sono in accordo con altri studi che, inoltre, hanno evidenziato che gli effetti del composto agiscono attraverso la riduzione dello stress del reticolo endoplasmatico e l'attivazione dell'inflammasoma NLRP3. Interessante notare che questi effetti dell'acido palmitoleico non sono stati riprodotti dal suo isomero trans, suggerendo che la configurazione del doppio legame sia fondamentale per la protezione dall'aterosclerosi.

#### Cancro
Gli effetti del blocco di SCD1 possono essere invertiti mediante la somministrazione di diversi acidi grassi monoinsaturi, tra cui l'acido palmitoleico. Studi clinici ed epidemiologici hanno inoltre confermato che una riduzione di SCD1 è associata a un minor rischio di tumori al seno e al pancreas.
Gli studi sui meccanismi molecolari che sottendono gli effetti dell'acido palmitoleico sulla proliferazione cellulare hanno suggerito che questo acido grasso possiede un'attività mitogena quando i fibroblasti vengono esposti ai fattori di crescita. È importante notare che l'effetto biologico non era attribuibile all'acido grasso libero, ma a una specie di fosfolipide di inositolo contenente acido palmitoleico, che si accumulava nelle cellule in seguito all'attivazione cellulare.

### Tossicologia
Il composto è classificato come un potenziale interferente endocrino.

## Applicazioni
Il composto viene utilizzato:
- nei farmaci[49]
- come additivo alimentare[50]
- nei prodotti chimici utilizzati in agricoltura[29]
- come tensioattivo[51]
- negli agenti di rifinitura
- come lubrificante
- negli adesivi
- come intermedio
- nei biocarburanti
- nella produzione della carta
- nella produzione di plastiche[2]

## Curiosità
Studi coordinati del genetista Annibale Puca hanno dimostrato un livello molto alto di palmitoleico, nei figli di persone longeve, a livello della membrana cellulare.